# Park Yeon-mi
Park Yeon-mi (kor. 박연미, ur. 4 października 1993 w Hyesan) – północnokoreańska aktywistka na rzecz praw człowieka i prezenterka telewizyjna, uciekinierka z Korei Północnej.

## Życiorys

### Wczesne życie
Dzieciństwo spędziła w Hyesan. Rodzina Park Yeon-mi w latach 90. XX wieku była w porównaniu do innych Koreańczyków z Północy zamożna. Rodzina Park nie odczuwała problemów z wyżywieniem podczas wielkiego głodu dzięki ojcu, który nielegalnie handlował metalami szlachetnymi. W 2002 roku ojciec Park Yeon-mi trafił do obozu na 17 lat za nielegalny biznes prowadzony z handlarzami zza chińskiej granicy. Matka Park Yeon-mi trafiła na kilka miesięcy do aresztu. 11-letnia Park wraz ze starszą siostrą zostały pozostawione same sobie. Nie uczęszczały do szkoły, myły się w rzece oraz żywiły się tym, co znalazły (później Park przyznała, że przez rok mieszkały z siostrą oddzielnie).
W 2002 roku oglądała egzekucję na stadionie w Hyesan. W wyniku egzekucji zginęła przyjaciółka jej matki (prawdopodobnie za posiadanie pirackich filmów południowokoreańskich lub za oglądanie filmów z Jamesem Bondem). Informacja ta była kwestionowana. Inni uciekinierzy z Hyesan twierdzili, że publiczne egzekucje odbywały się zawsze na pobliskim lotnisku. W ocenie uciekinierów, ostatnia egzekucja odbyła się przed 2000 rokiem. Rosyjski orientalista Andriej Łańkow zakwestionował przyczynę egzekucji, twierdząc, że za oglądanie zakazanych filmów grozi tylko więzienie.
Nieścisłości w historiach Yeon-mi tłumaczy barierą językową, która na wstępnym etapie jej działalności nie pozwalała jej opisać swoich wspomnień w dokładny sposób.

### Ucieczka z Korei Północnej
W 2005 roku ojciec Park Yeon-mi wydostał się z więzienia ze względu na zdiagnozowany nowotwór jelita grubego i opłacenie władz placówki. Wkrótce potem Park wraz z matką uciekła z Korei Północnej. Według zeznań Park, przeprawa była trudna, gdyż musiała przepłynąć rzekę i przejść trzy lub cztery górskie szczyty pod osłoną nocy w zniszczonych butach. Decyzję o ucieczce przyspieszyła 16-letnia siostra Park Yeon-mi, która wraz z kolegą opuściła kraj.
W Chinach kobiety skorzystały z usług przemytników ludzi, by odnaleźć siostrę Yeon-mi. Po dotarciu do Chin jeden z przemytników zażądał od 14-letniej Yeon-mi seksu, grożąc zgłoszeniem nielegalnych uciekinierów do chińskich władz. Matka Yeon-mi przekonała przemytnika, by zamiast dziewczynki zgwałcił ją, na co musiała patrzeć Yeon-mi. Do Park i jej matki dołączył wkrótce ojciec, który w 2008 roku zmarł w Chinach. Ojciec Park Yeon-mi został pochowany w prowizorycznym grobie. Podróżując nielegalnie z matką, Yeon-mi dotarła do Mongolii, a stamtąd do Korei Południowej.

### Życie w Korei Południowej
Obecnie wraz z kilkoma uciekinierkami z Korei Północnej prowadzi program telewizyjny szydzący z reżimu Kim Dzong Una. Duża popularność programu sprawiła, że Park Yeon-mi została okrzyknięta „północnokoreańską Paris Hilton”.

## Publikacje
- Park Yeonmi, Vollers Maryanne, In Order to Live: A North Korean Girl's Journey to Freedom (2015) ISBN 978-1-59420-679-5, wyd. polskie Przeżyć. Droga dziewczyny z Korei Północnej do wolności (2015), tłum. Tomasz Wyżyński, ISBN 978-83-8015-246-5